# Haßbergen
Haßbergen ist eine Gemeinde im Landkreis Nienburg/Weser in Niedersachsen.

## Geografie
Haßbergen liegt zwischen dem Naturpark Wildeshauser Geest und dem Naturpark Steinhuder Meer ungefähr in der Mitte zwischen Bremen und Hannover an der Weser. Die Gemeinde gehört der Samtgemeinde Heemsen an, die ihren Verwaltungssitz in der Gemeinde Rohrsen hat.

## Geschichte
Haßbergen wurde erstmals 1096 in einer Urkunde genannt. Funde und Flurbezeichnungen deuten allerdings darauf hin, dass die Besiedlung vermutlich viel früher erfolgte. Seit frühester Zeit war die Dorfschaft nach Hoya ausgerichtet und gehörte zum Kreis Hoya. Erst 1932 erfolgte im Zuge der damaligen Gebietsreform die Eingliederung in den Landkreis Nienburg/Weser. 
Nördlich von Haßbergen passierte der Folkweg das Dorf und führte weiter in Richtung Osten. Diese alte Heerstraße bildete teilweise die Grenze zwischen den Bistümern Minden und Bremen. 
Nach dem Bau der Marienkirche (1962) wurde die Kapelle, das älteste Gebäude des Ortes, entwidmet und verfiel in den darauffolgenden Jahren zusehends. Um die Aufmerksamkeit auf das Haus zu lenken, ließen Kapellen- und Kirchenvorstand 1986 einen Abrissantrag stellen. Der drohende Abbruch und der damit unwiederbringliche Verlust war Anlass, aus einer Interessengemeinschaft für den Fortbestand der Kapelle im April 1988 den Heimatverein Hassbergen e. V. zu gründen. Diesem Verein wurde die Alte Kapelle im Jahr 1990 als kultureller Mehrzweckraum übergeben.

### Herkunft des Ortsnamens
Alte Bezeichnungen des Ortes sind: um 1025 Hersebergen, um 1260/1270 Hersebere, um 1265 Herseberg, um 1300 Hersebe, 1302 Herseber(e), 1308 Herseberge und um 1330/52 Hersebere.
Der Name besteht aus zwei Teilen. Der erste Teil war früher Herse-, es bedeutet entweder Pferd für hers oder Hirse für herse. Der zweite Teil war entweder -berg, also Berg, Anhöhe oder -bere, also Wald. Da die Ortsnamen gern erklärend umgedeutet werden, ist ein Wandel von dem unverständlichen -ber zu -berg wahrscheinlicher.
Haßbergen bedeutet also entweder Pferde-Wald oder Hirse-Wald. Wahrscheinlicher ist jedoch Hirsewald; Wald, in dem Hirse wächst, denn es gibt die Waldhirse, die größere Flächen bedecken kann.

## Politik

### Gemeinderat
Der Gemeinderat aus Haßbergen setzt sich aus 11 Ratsfrauen und Ratsherren zusammen. Die Ratsmitglieder werden durch eine Kommunalwahl für jeweils fünf Jahre gewählt.
Bei der letzten Kommunalwahl 2021 ergab sich folgende Sitzverteilung:
- CDU: 8 Sitze
- SPD: 1 Sitz
- Wählergemeinschaft Haßbergen: 1 Sitz
- Grüne: 1 Sitz

### Bürgermeister
Torsten Kobsch (CDU) ist seit November 2021 ehrenamtlicher Bürgermeister der Gemeinde. 

### Wappen
„Über grünem Dreiberg ein silbernes Wellenband, gespalten von Rot und Gold, vorne ein linksgewendeter silberner Pferdekopf, hinten ein schwarzer Glockenträger“.

## Kultur und Sehenswürdigkeiten

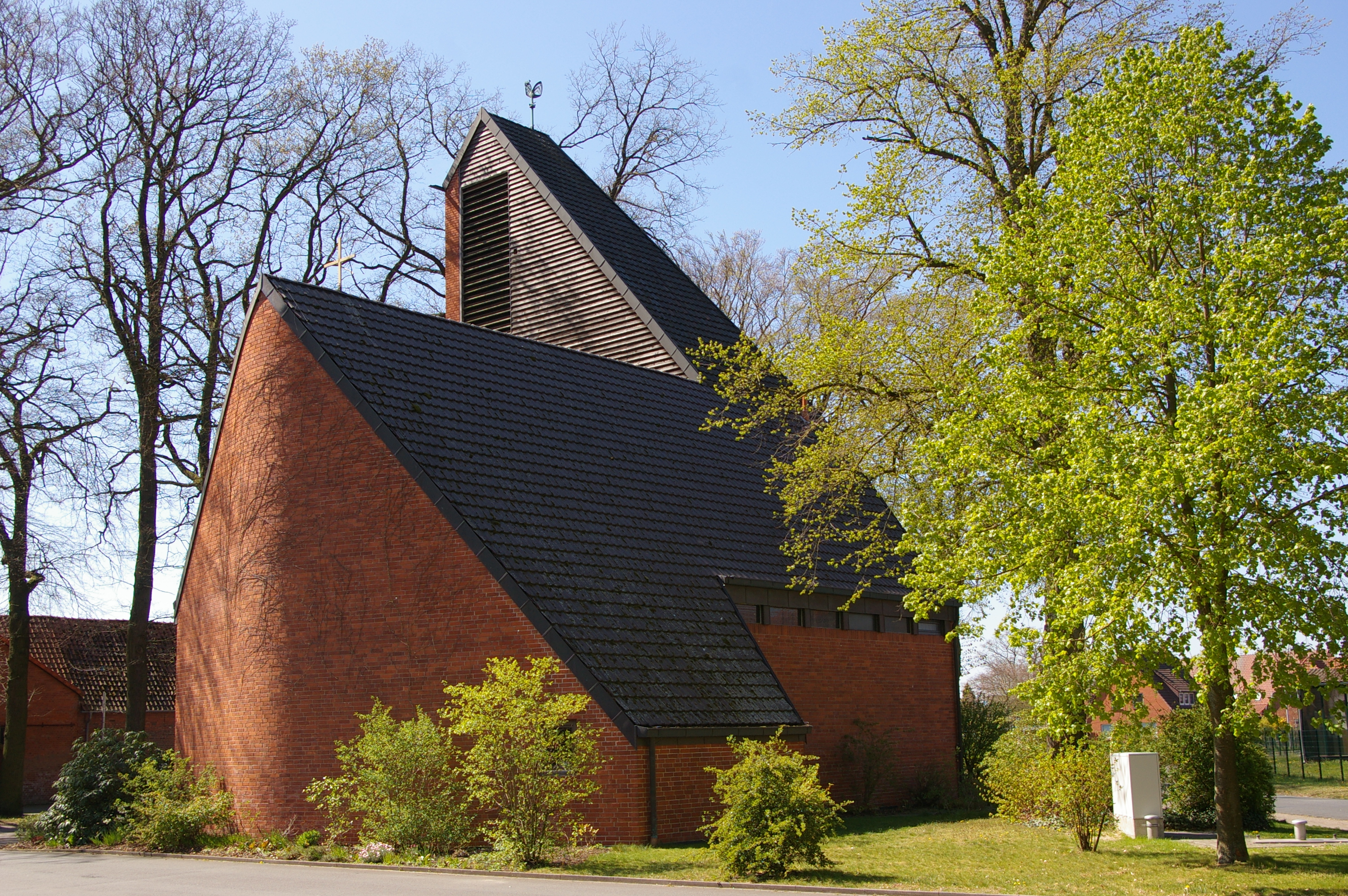
Marienkirche Haßbergen

- Eine Besonderheit des Ortes ist die kleine, aus handgestrichenen Ziegeln gefertigte Marienkapelle, die aus der Zeit des Dreißigjährigen Krieges stammen soll. In der Alten Kapelle veranstaltet der Heimatverein Lesungen, Lieder-, Kabarett- und Filmabende.

In Haßbergen gibt es als Sportvereine den Fußballverein SC Haßbergen, den Tischtennisverein TTC Haßbergen, den Tennisverein TSV Haßbergen, den Kegelverein KSC Haßbergen, den Skatverein Haßbergen, den Schützenverein und den Turnverein MTV Haßbergen.

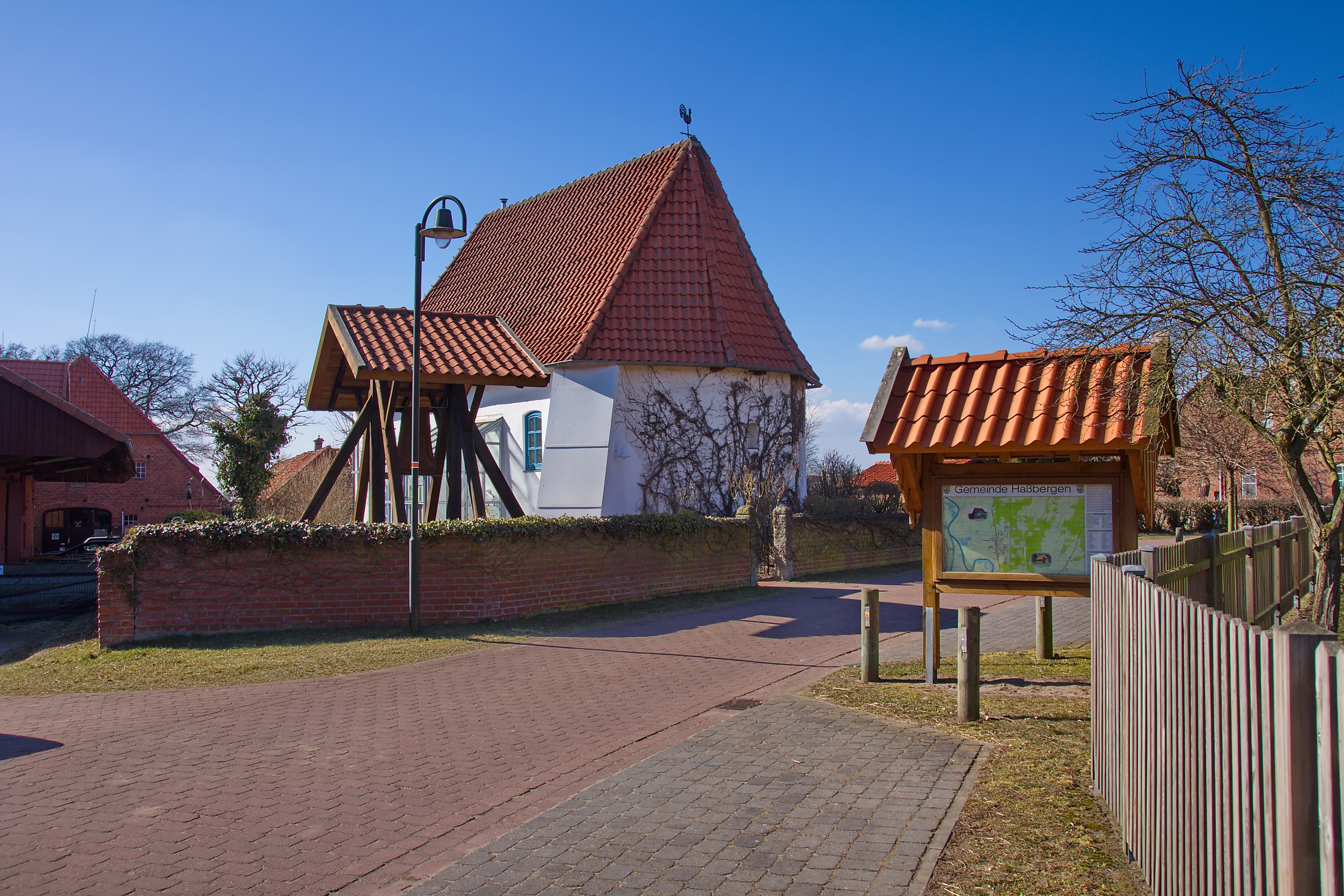
Alte Kapelle
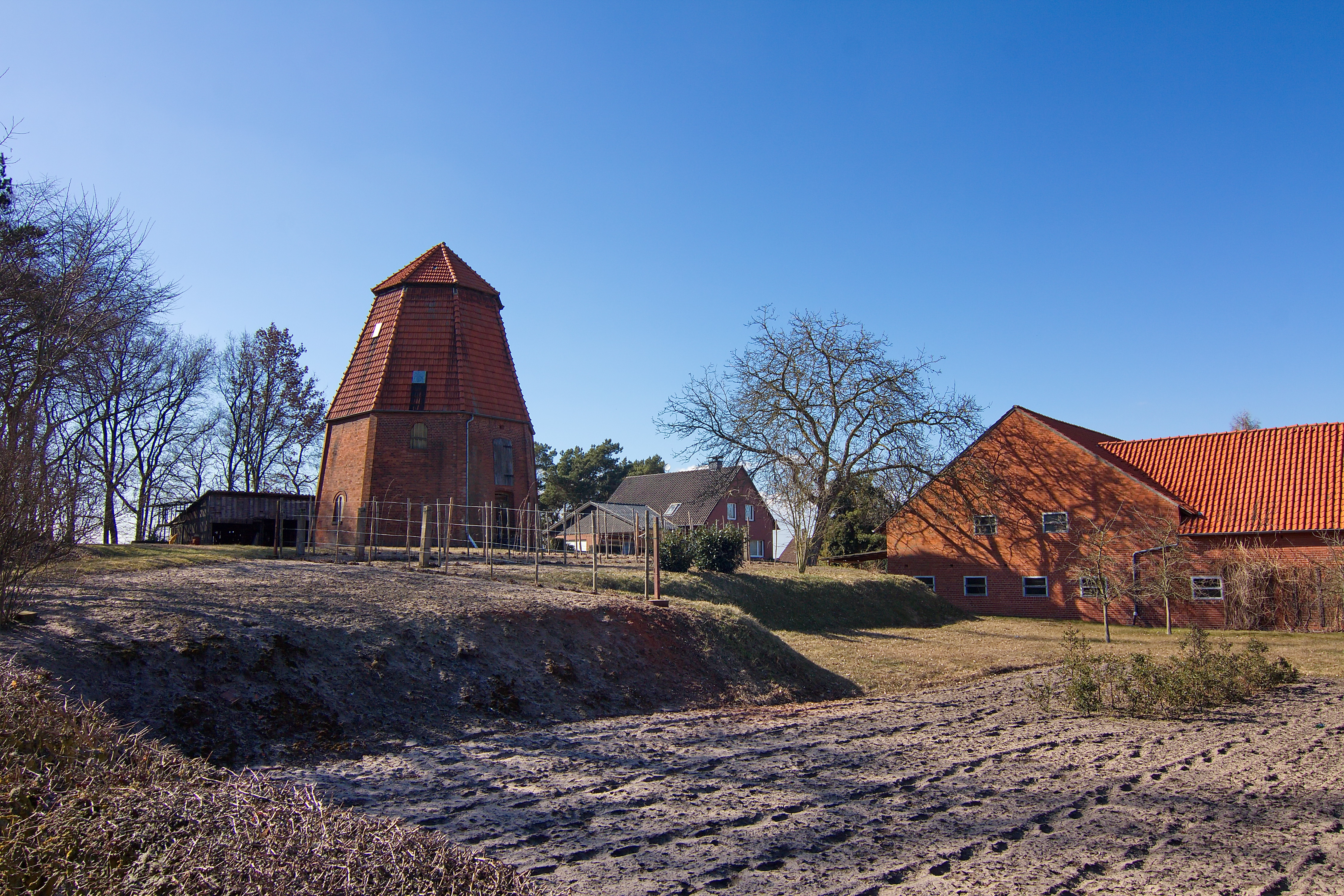
Alte Mühle
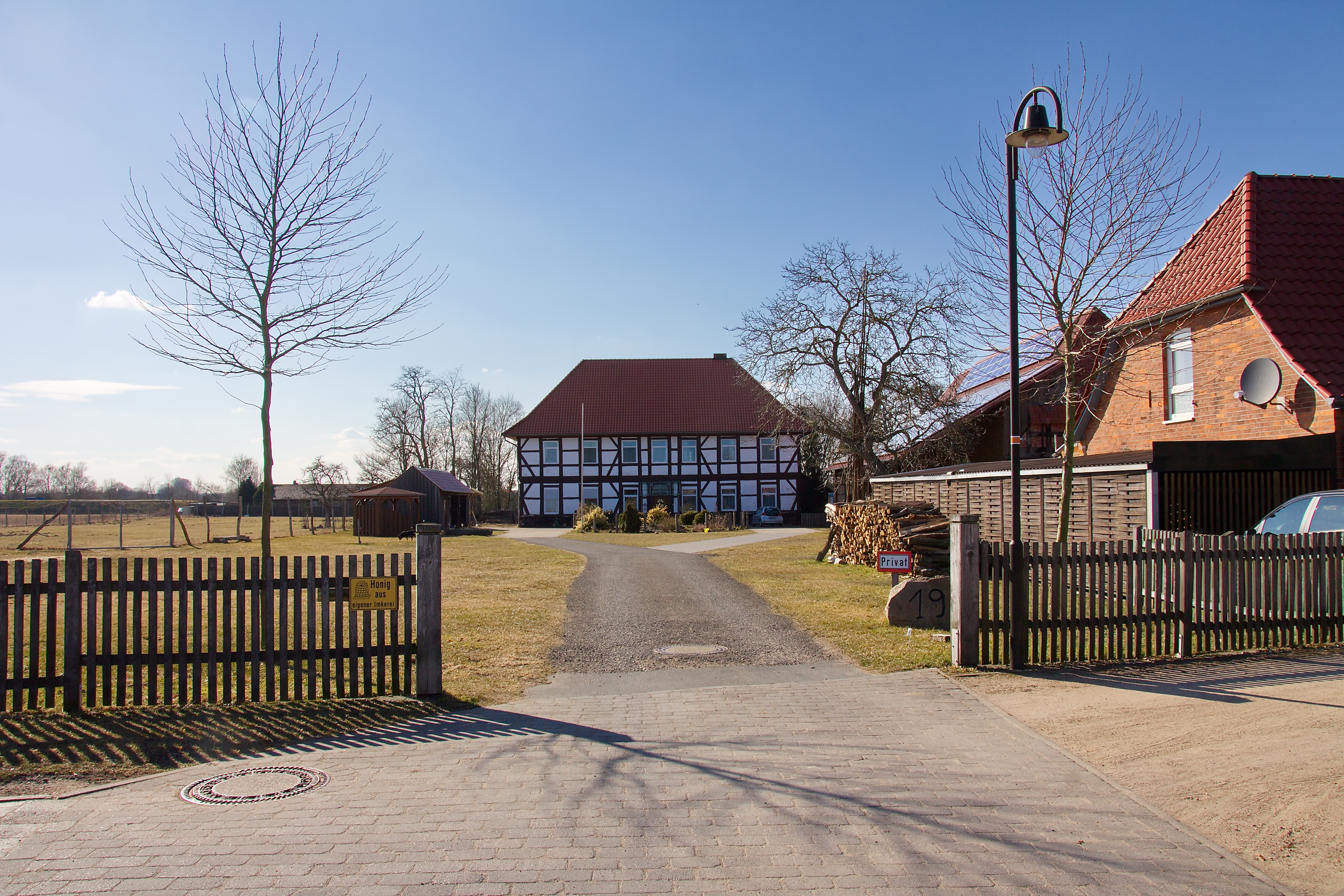
Ortsblick
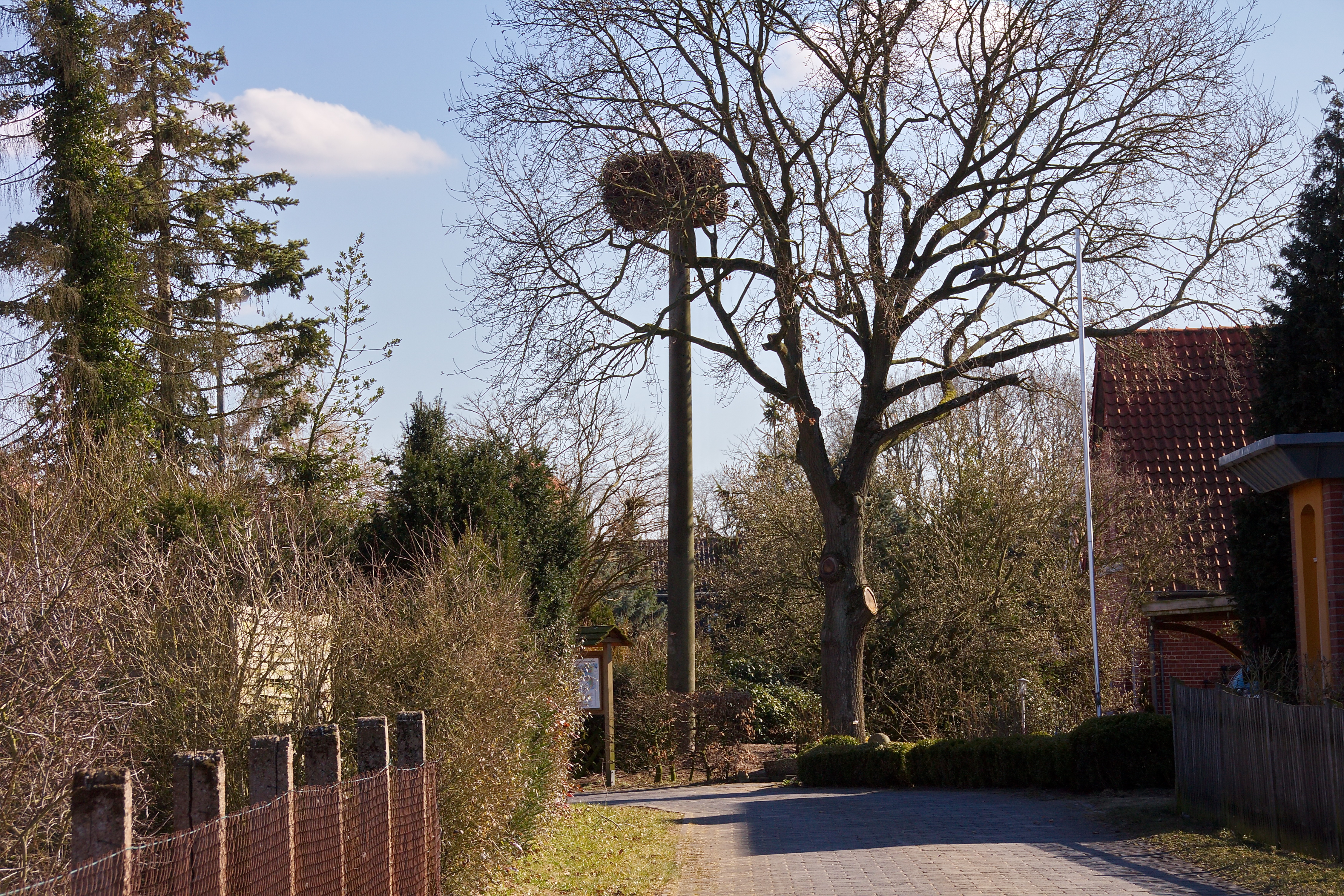
Ortsblick mit Storchennest

## Wirtschaft und Infrastruktur
Die Gemeinde liegt etwa 10 km nördlich von Nienburg/Weser und 25 km südlich von Verden (Aller) an der Bundesstraße 215, die den Ort in seiner gesamten Länge durchschneidet.

## Persönlichkeiten
- Rosemarie Kerkow-Weil (* 1954), deutsche Pflege- und Erziehungswissenschaftlerin